# Campionati europei di ciclismo su pista 2021
I Campionati europei di ciclismo su pista 2021 si sono svolti a Grenchen, in Svizzera, dal 5 al 9 ottobre 2021.

## Programma

### Legenda
|   | Competizioni |
| F | Finale       |
| M | Mattino      |
| P | Pomeriggio   |
| S | Sera         |

| Data →                   | 5 | 5     | 6  | 6 | 7            | 7  | 8      | 8      | 9     | 9     |
| Evento ↓                 | P | S     | P  | S | P            | S  | P      | S      | M     | P     |
| ------------------------ | - | ----- | -- | - | ------------ | -- | ------ | ------ | ----- | ----- |
| Chilometro a cronometro  |   |       | Q  | F |              |    |        |        |       |       |
| Keirin                   |   |       |    |   |              |    |        |        | R1, R | R2, F |
| Velocità                 |   |       |    |   | Q, 1/16, 1/8 | QF |        | SF, F  |       |       |
| Velocità a squadre       | Q | R1, F |    |   |              |    |        |        |       |       |
| Inseguimento individuale |   |       |    |   | Q            | F  |        |        |       |       |
| Inseguimento a squadre   | Q |       | R1 | F |              |    |        |        |       |       |
| Corsa a punti            |   |       | Q  | F |              |    |        |        |       |       |
| Americana                |   |       |    |   |              |    |        |        |       | F     |
| Scratch                  |   |       |    |   | Q            | F  |        |        |       |       |
| Omnium                   |   |       |    |   |              |    | SC, TR | GE, CP |       |       |
| Corsa a eliminazione     |   | F     |    |   |              |    |        |        |       |       |

| Data →                   | 5 | 5     | 6      | 6  | 7      | 7      | 8 | 8 | 9     | 9     |
| Evento ↓                 | P | S     | P      | S  | P      | S      | P | S | M     | P     |
| ------------------------ | - | ----- | ------ | -- | ------ | ------ | - | - | ----- | ----- |
| 500 metri a cronometro   |   |       |        |    |        |        | Q | F |       |       |
| Keirin                   |   |       |        |    |        |        |   |   | R1, R | R2, F |
| Velocità                 |   |       | Q, 1/8 | QF |        | SF, F  |   |   |       |       |
| Velocità a squadre       | Q | R1, F |        |    |        |        |   |   |       |       |
| Inseguimento individuale |   |       |        |    |        |        | Q | F |       |       |
| Inseguimento a squadre   | Q |       | R1     | F  |        |        |   |   |       |       |
| Corsa a punti            |   |       |        |    |        |        |   | F |       |       |
| Americana                |   |       |        |    |        |        |   |   |       | F     |
| Scratch                  |   | F     |        |    |        |        |   |   |       |       |
| Omnium                   |   |       |        |    | SC, TR | GE, CP |   |   |       |       |
| Corsa a eliminazione     |   |       |        | F  |        |        |   |   |       |       |

## Medagliere
| Pos.   | Paese         | Oro | Argento | Bronzo | Totale |
| ------ | ------------- | --- | ------- | ------ | ------ |
| 1      | Paesi Bassi   | 7   | 3       | 1      | 11     |
| 2      | Germania      | 3   | 3       | 2      | 8      |
| 3      | Russia        | 3   | 1       | 5      | 9      |
| 4      | Gran Bretagna | 3   | 0       | 2      | 5      |
| 5      | Francia       | 2   | 5       | 3      | 10     |
| 6      | Italia        | 1   | 2       | 1      | 4      |
| 6      | Portogallo    | 1   | 2       | 1      | 4      |
| 8      | Danimarca     | 1   | 1       | 1      | 3      |
| 9      | Polonia       | 1   | 0       | 3      | 4      |
| 10     | Belgio        | 0   | 3       | 0      | 3      |
| 11     | Svizzera      | 0   | 1       | 1      | 2      |
| 12     | Ucraina       | 0   | 1       | 0      | 1      |
| 13     | Irlanda       | 0   | 0       | 2      | 2      |
| Totale | Totale        | 22  | 22      | 22     | 66     |

## Sommario degli eventi
| Eventi                            | Oro                                                                                          | Prestazione | Argento                                                                                   | Prestazione | Bronzo                                                                  | Prestazione |
| Uomini                            |                                                                                              |             |                                                                                           |             |                                                                         |             |
| Chilometro a cronometro dettagli  | Jeffrey Hoogland Paesi Bassi                                                                 | 58.016      | Sam Ligtlee Paesi Bassi                                                                   | 59.767      | Patryk Rajkowski Polonia                                                | 59.890      |
| Keirin dettagli                   | Jeffrey Hoogland Paesi Bassi                                                                 |             | Tom Derache Francia                                                                       |             | Joachim Eilers Germania                                                 |             |
| Velocità dettagli                 | Harrie Lavreysen Paesi Bassi                                                                 |             | Jeffrey Hoogland Paesi Bassi                                                              |             | Michail Jakovlev Russia                                                 |             |
| Velocità a squadre dettagli       | Paesi Bassi Jeffrey Hoogland Harrie Lavreysen Roy van den Berg Sam Ligtlee                   | 42.302      | Francia Timmy Gillion Rayan Helal Sébastien Vigier                                        | 44.193      | Polonia Maciej Bielecki Patryk Rajkowski Mateusz Rudyk Daniel Rochna    | 43.007      |
| Inseguimento individuale dettagli | Jonathan Milan Italia                                                                        |             | Lev Gonov Russia                                                                          |             | Claudio Imhof Svizzera                                                  | 4:08.851    |
| Inseguimento a squadre dettagli   | Danimarca Carl-Frederik Bévort Tobias Hansen Matias Malmberg Rasmus Pedersen                 | 3:51.382    | Svizzera Claudio Imhof Valère Thiébaud Simon Vitzthum Alex Vogel                          | 3:52.646    | Gran Bretagna Rhys Britton Charlie Tanfield William Tidball Oliver Wood | 3:55.595    |
| Corsa a punti dettagli            | Benjamin Thomas Francia                                                                      | 81 punti    | Iúri Leitão Portogallo                                                                    | 61 punti    | Vlas Šičkin Russia                                                      | 57 punti    |
| Americana dettagli                | Paesi Bassi Yoeri Havik Jan-Willem van Schip                                                 | 60 punti    | Belgio Kenny De Ketele Lindsay De Vylder                                                  | 56 punti    | Portogallo Iúri Leitão Rui Oliveira                                     | 49 punti    |
| Scratch dettagli                  | Rui Oliveira Portogallo                                                                      |             | Vincent Hoppezak Paesi Bassi                                                              |             | JB Murphy Irlanda                                                       |             |
| Omnium dettagli                   | Alan Banaszek Polonia                                                                        | 136 punti   | Fabio Van Den Bossche Belgio                                                              | 130 punti   | Matias Malmberg Danimarca                                               | 124 punti   |
| Corsa a eliminazione dettagli     | Sergej Rostovcev Russia                                                                      |             | João Matias Portogallo                                                                    |             | Thomas Boudat Francia                                                   |             |
| Donne                             |                                                                                              |             |                                                                                           |             |                                                                         |             |
| 500 metri a cronometro dettagli   | Dar'ja Šmelëva Russia                                                                        | 33.086      | Pauline Grabosch Germania                                                                 | 33.336      | Jana Tyščenko Russia                                                    | 33.534      |
| Keirin dettagli                   | Lea Friedrich Germania                                                                       |             | Olena Starikova Ucraina                                                                   |             | Jana Tyščenko Russia                                                    |             |
| Velocità dettagli                 | Shanne Braspennincx Paesi Bassi                                                              |             | Lea Friedrich Germania                                                                    |             | Mathilde Gros Francia                                                   |             |
| Velocità a squadre dettagli       | Paesi Bassi Shanne Braspennincx Kyra Lamberink Hetty van de Wouw Steffie van der Peet        | 46.551      | Germania Lea Friedrich Pauline Grabosch Alessa-Catriona Pröpster                          | 47.299      | Russia Natalia Antonova Dar'ja Šmelëva Jana Tyščenko Anastasija Vojnova | 46.795      |
| Inseguimento individuale dettagli | Lisa Brennauer Germania                                                                      | 3:19.548    | Marion Borras Francia                                                                     | 3:23.297    | Mieke Kröger Germania                                                   | 3:21.646    |
| Inseguimento a squadre dettagli   | Germania Franziska Brauße Lisa Brennauer Mieke Kröger Laura Süßemilch Lena Charlotte Reißner | 4:13.489    | Italia Martina Alzini Rachele Barbieri Martina Fidanza Silvia Zanardi Letizia Paternoster | 4:20.923    | Irlanda Mia Griffin Emily Kay Kelly Murphy Alice Sharpe                 | 4:21.264    |
| Corsa a punti dettagli            | Gul'naz Chatunceva Russia                                                                    | 35 punti    | Shari Bossuyt Belgio                                                                      | 28 punti    | Lonneke Uneken Paesi Bassi                                              | 22 punti    |
| Americana dettagli                | Gran Bretagna Katie Archibald Neah Evans                                                     | 63 punti    | Danimarca Amalie Dideriksen Julie Leth                                                    | 50 punti    | Francia Victoire Berteau Marion Borras                                  | 49 punti    |
| Scratch dettagli                  | Katie Archibald Gran Bretagna                                                                |             | Valentine Fortin Francia                                                                  |             | Daria Pikulik Polonia                                                   |             |
| Omnium dettagli                   | Katie Archibald Gran Bretagna                                                                | 154 punti   | Victoire Berteau Francia                                                                  | 120 punti   | Rachele Barbieri Italia                                                 | 118 punti   |
| Corsa a eliminazione dettagli     | Valentine Fortin Francia                                                                     |             | Letizia Paternoster Italia                                                                |             | Neah Evans Gran Bretagna                                                |             |